# 7 Sinners
7 Sinners ist das 13. Studioalbum der Band Helloween. Es wurde 2010 von Sony Music veröffentlicht.

## Musikstil
Wie im Vorfeld schon angekündigt, fiel das Album härter als die Vorgänger aus, wobei weiterhin alle typischen Helloween-Trademarks vorhanden sind. Stilistisch bewegt es sich zwischen Power Metal und Speed Metal.

## Bedeutung
Im Vergleich zu den vorangegangenen Alben wurde das Album schon im Vorfeld als sehr hart und schnell angekündigt. Vorab wurde in Asien die Singleauskopplung Are You Metal ? veröffentlicht. Dazu wurde auch ein Video gedreht, das mit diversen Metal-Klischees spielt.
Das Album war ein großer Erfolg für die Band, Chartplatzierungen sind weiter unten auf der Seite angeführt. Die Akzeptanz unter Fans und Kritikern war fast durchweg positiv. Andreas Schöwe von der Fachzeitschrift Metal Hammer gab die Höchstwertung von 7 von 7 Punkten, das renommierte Online-Portal metal.de 9 von 10.
Im Anschluss an das Album fand eine Welttour statt, mit der bekannten finnischen Power-Metal-Band Stratovarius und Pink Cream 69 aus Deutschland, der ehemaligen Band von Sänger Andi Deris als Support.
Zum ersten Mal seit dem 2000 erschienenen Album The Dark Ride ist jedes Stück eine Eigenkomposition, das heißt, dass bei jedem Stück Text und Musik vom gleichen Bandmitglied stammen und es keine Werke mehrerer Mitglieder gibt. Bis auf Schlagzeuger Dani Löble haben sich auf diesem Album alle Bandmitglieder am Songwriting beteiligt.

## Titelliste
CD 1:
1. Where the Sinners Go (Andi Deris) – 3:36
2. Are You Metal ? (Andi Deris) – 3:35
3. Who is Mr. Madman ? (Sascha Gerstner) – 5:44
4. Raise the Noise (Michael Weikath) – 5:07
5. World of Fantasy (Markus Grosskopf) – 5:16
6. Long Live The King (Andi Deris) – 4:13
7. The Smile of the Sun (Andi Deris) – 4:37
8. You Stupid Mankind (Sascha Gerstner) – 4:04
9. If a Mountain Could Talk (Markus Grosskopf) – 6:44
10. The Sage, the Fool, the Sinner (Michael Weikath) – 4:00
11. My Sacrifice (Sascha Gerstner) – 4:59
12. Not Yet Today (Andi Deris) – 1:12
13. Far in the Future (Andi Deris) – 7:45
14. I´m free (Bonus Track auf der Limited Edition) – 4:10

### Singleauskopplungen
- Are You Metal?

## Gastmusiker
- Keyboard: Matthias Ulmer
- Flötensolo bei Raise The Noise: Eberhard Hahn
- Backing Vocals bei Far In The Future: Ron Deris
- Chöre: William „Billy“ King und Olaf Senkbeil
- Intro bei Who is Mr. Madman ? Biff Byford

## Produktion
- Photographien, Design und Cover-Artwork: Martin Häusler
- Kürbis-Zeichnungen im Booklet: Marcos Moura

## Kommerzieller Erfolg

### Charts und Chartplatzierungen
| ChartsChartplatzierungen | Höchstplatzierung | Wochen |
| ------------------------ | ----------------- | ------ |
| Deutschland (GfK)        | 25 (3 Wo.)        | 3      |
| Österreich (Ö3)          | 57 (1 Wo.)        | 1      |
| Schweiz (IFPI)           | 38 (1 Wo.)        | 1      |

### Auszeichnungen für Musikverkäufe
| Land/Region               | Auszeichnungen für Musikverkäufe (Land/Region, Auszeichnung, Verkäufe) | Verkäufe |
| ------------------------- | ---------------------------------------------------------------------- | -------- |
| Tschechien (IFPI)         | Gold                                                                   | 3.000    |
| Vereinigte Staaten (RIAA) | —                                                                      | 1.900    |
| Insgesamt                 | 1× Gold ·                                                              | 4.900    |